# Andreas Gustavsson
Andreas Gustavsson, född 1976, är en svensk skribent och chefredaktör.
Han har varit chefredaktör för tidskriften ETC sedan tidigt 00-tal, och är allt sedan starten 2014 även chefredaktör för dagstidningen Dagens ETC.
Gustavsson uppmärksammades 2022 när Dagens ETC valde att avsluta sitt samarbete med skribenten Kajsa Ekis Ekman då han menade att Ekman bland annat bagatelliserat den påverkan som kommer från den ryska propagandakanalen Russia Today.
Han gav 2007 ut Blir du ledsen om jag dör? Den beskrivs som en vacker, exakt men ändå explosiv långdikt om hur ont det gör att inte vara önskad, behövd och älskad.
I boken Kometen som tänder deras himmel (2018) har han samlat opinionstexter från 2014–2018 för att visa hur det vi tar för givet snabbt kan förloras.